# The Screaming Shadow
The Screaming Shadow er en amerikansk stumfilm fra 1920 af Ben F. Wilson og Duke Worne.

## Medvirkende
- Ben F. Wilson som John Rand
- Neva Gerber som Mary Landers
- Frances Terry som Nadia
- Howard Crampton som J.W. Russell
- Joseph W. Girard som Baron Pulska
- William Dyer som Jake Williams
- William A. Carroll som Harry Malone
- Fred Gamble som Fred Wilson
- Pansy Porter
- Claire Mille
- Joseph Manning